# Bruchophagus manii
Bruchophagus manii är en stekelart som beskrevs av T.C. Narendran 1994. Bruchophagus manii ingår i släktet Bruchophagus och familjen kragglanssteklar. Inga underarter finns listade.